# Kristalizirajoče steklo
Kristalizirajoče steklo se namesto nekristalizirajočega (navadnega) stekla uporablja zato, ker ima žgan material s takim steklom nekaj prednosti:
- boljše mehanske lastnosti, zaradi zmanjšanja količine steklaste faze in pojava kristalitov,
- nižjo dielektrično konstanto, manjše dielektrične izgube in manjši termični razteznostni koeficient.